# 青春期3
《青春期3》（英語：Pubescence 3；又名《青春期3：游戏青春》）是2012年5月15日在中国大陆上映的校园爱情片，是管晓《青春期系列》的收尾之作。

## 剧情
青春期3承接第一部青春期，主要描述程小雨和王小菲的爱情故事。本篇內容不同於第二集青春失樂園，本篇以較悲傷殘酷的方式銜接第一集青春期描繪程小雨和王小菲接下來的人生和愛情發展。

## 演员
| 演员   | 角色   | 备注                                             |
| 赵奕欢 | 程小雨 | 校园女星，能歌善舞，但也因才招妒。王小菲的戀人。 |
| 王一   | 王小菲 | 撸管男，程小雨的点拨者和思想启蒙者，也是恋人。   |
| 杨非凡 | 非凡   | 是一位可愛的女孩                                 |
| 李璐茜 | 杨茜   | 樂愛遊戲                                         |
| 谢瑾   | 苏紫   |                                                  |
| 艺恬   | 艺恬   | 幽默，不愛說話                                   |
| 秦汉擂 | 教官   |                                                  |

## 曲目
- 《如果不是你》
- 《放晴》
- 《致我们的后青春》
- 《沙漏》

## 制作
2012年4月11日，电影正式开机拍摄。
赵奕欢在此集中首度出演床戏。
谢瑾因出演此片而人气飙升，受到追捧。
该片与网络游戏《桃園》建立了合作关系。
该片反映的主要社会问题是青少年尤其是学生群体的网游上瘾，通宵达旦玩游戏、逃课玩游戏、集体通宵等的学校学生问题。